# My Heart's in the Highlands
My Heart's in the Highlands est une œuvre pour contre-ténor ou alto et organiste du compositeur estonien Arvo Pärt composée en 2000.

## Historique
Cette œuvre est composée sur le texte homonyme écrit en 1789 par le poète écossais Robert Burns (1759-1796). Il s'agit de l'un des premiers poèmes en anglais que le futur compositeur, alors adolescent, a appris lors de l'acquisition de cette langue et l'un de ceux dont il déclare que « le texte a résonné en [lui] tout au long de sa vie ».
My Heart's in the Highlands est une commande de la « Mission 2000 » pour l'année de La Beauté à Avignon dans le cadre d'Avignon « capitale européenne de la culture » et des célébrations pour l'an 2000 en France. La première de l'œuvre a été donnée le 27 mai 2000 à Avignon en France par le contre-ténor David James — un proche ami d'Arvo Pärt auquel l'œuvre est dédiée, — et l'organiste Christopher Bowers-Broadbent.

## Structure
La pièce est composée d'un seul mouvement, écrit dans le plus pur style tintinnabuli, dont l'exécution dure environ 9 minutes. De par sa tonalité, son rythme, ses crescendos et ses harmonies, l'œuvre est marquée par un sentiment de profonde nostalgie, parfois mystique, et une montée progressive vers une évocation d'un autre monde, céleste, plus que celui du souvenir de la patrie perdue en exil dont le poème écossais de Burns était le fruit.

## Utilisation au cinéma
Les œuvres d'Arvo Pärt sont fréquemment utilisées par les réalisateurs comme musique de leurs films. My Heart's in the Highlands fait partie de la bande originale du film La grande bellezza (2013), de Paolo Sorrentino, ainsi que de Félicité (2017), d'Alain Gomis, dans lequel est elle interprétée par l'Orchestre symphonique kimbanguiste.

## Discographie
- Sur le disque Triodion, par David James et Christopher Bowers-Broadbent dirigés par Stephen Layton, Hyperion Records, 2003[5].
- Sur le disque Creator Spiritus par le Theatre of Voices, Harmonia Mundi, 2012.
- Sur le disque Stabat Mater & Other Works par Andreas Scholl et le Morphing Chamber Orchestra, dirigé par Tomasz Wabnic, Aparté, 2021.